# La Vie de croisière ensorcelante d'Hannah Montana
La Vie de croisière ensorcelante d'Hannah Montana (Wizard on Deck with Hannah Montana) est un crossover constitué de trois épisodes de séries américaines produites par Disney Channel, La Vie de croisière de Zack et Cody, Les Sorciers de Waverly Place et Hannah Montana,, et diffusé en 2009.

## Synopsis

### La Vie de croisière des Russo (Cast-Away to Another Show)
Saison 2, épisode 25 de Les Sorciers de Waverly Place
Justin Russo gagne un voyage sur le SS Tipton en écrivant une rédaction. Alex, n'ayant pas rendu 14 de ses devoirs, est privée de croisière. Elle réussit à convaincre ses parents de les accompagner en leur promettant de travailler et utilise la magie pour faire venir ses bagages dans lesquels elle a caché Harper Finkle. Celle-ci doit se faire passer pour Alex et rédiger ses devoirs pendant qu'Alex prend du bon temps. Harper fait la connaissance de Cody Martin, Alex celle de Bailey Picket. Justin, quant à lui, fait tout pour séduire London Tipton. Quant à Max, il lance des défis à Zack Martin pour savoir qui est « le meilleur ».

### Tous à bord! (Double-Crossed)
Saison 1, épisode 21 de La Vie de croisière de Zack et Cody
Bailey Picket et d'autres filles sont toutes excitées à l'idée que Hannah Montana monte à bord. Cody annonce à Bailey (pour qui il a le béguin) qu'il connaît Hannah Montana et celle-ci lui dit que s'il peut lui avoir des places pour le concert d'Hawaï, elle l'aimera pour toujours. Malheureusement Hannah ne se souvient plus de lui. Cody essaie alors de gagner la chasse au trésor dont le premier prix est 2 places pour le concert, en vain. Lorsque Woody se fait bousculer et renverse son gâteau sur la chemise de Cody, Hannah le reconnaît (allusion à La Vie de palace de Zack et Cody) et lui donne des places pour le concert et la fête qui le suit. Pendant ce temps, Alex Russo fait une blague à son frère Justin. Justin accuse Alex, mais M. Moseby, lui, accuse Zack Martin. M. Moseby trouve la fiole qui a servi à la blague d'Alex devant la porte de la chambre de Zack, du coup Zack est puni, mais il décide d'enquêter sur le coupable avec Alex. Max quant à lui essaye de charmer London.

### Hisse et Ho! (Super(stitious) Girl)
Saison 3, épisode 20 de Hannah Montana

Miley Stewart demande à son père Robbie Ray de partir en croisière sur le SS Tipton avec son amie Lilly Truscot. Miley se rend compte qu'elle a perdu sa chaîne de cheville porte-bonheur que lui avait offerte sa mère. Des tas de malheurs lui arrivent alors : répétition loupée, rat sur la tête, manche déchirée, perruque qui s'envole, cheveux verts, etc. Son père lui fait comprendre alors que sa mère n'est pas dans une chaîne de cheville mais dans son cœur et finalement tout s'arrange. Du côté de Malibu, Jackson Stewart et Oliver Oken reçoivent un paquet que leur père leur interdit d'ouvrir, mais avec l'aide de Rico ils désobéissent.

## Fiche technique
- Titre original : Wizard on Deck with Hannah Montana
- Titre français : La Vie de croisière ensorcelante d'Hannah Montana
- Réalisation : Victor Gonzalez (1), Richard Correll (2, 3)
- Scénario : Peter Murrieta (1) ; Danny Kallis et Pamela Eells (2) ; Steven Peterman et Michael Poryes (3)
- Société de production : Walt Disney Productions
- Société de distribution : Disney Channel
- Pays :  États-Unis
- Langue : anglais
- Format : Couleurs - Numérique (HDCAM) - 1,78:1 - Son stéréo
- Durée : 86 min. (30 + 23 + 23)
- Dates de première diffusion :  États-Unis : 17 juillet 2009 ;  France : 21 octobre 2009

## Distribution
- Cole Sprouse (VF : Gwenaël Sommier) : Cody Martin
- Dylan Sprouse (VF : Gwenaël Sommier) : Zack Martin
- Brenda Song (VF : Nathalie Bienaimé) : London Tipton
- Debby Ryan (VF : Manon Azem) : Bailey Pickett
- Phill Lewis (VF : Laurent Morteau) : Mario Moseby
- Matthew Timmons (VF : Arthur Pestel) : Woody Fink
- Miley Cyrus (VF : Camille Donda) : Miley Stewart / Hannah Montana
- Emily Osment (VF : Lucile Boulanger ) : Lilly
- Jason Earles (VF : Alexis Tomassian) : Jackson Stewart
- Moises Arias (VF : Pierre Casanova) : Rico
- Billy Ray Cyrus (VF : Marc Perez) : Robby Ray Stewart
- Selena Gomez (VF : Karine Foviau) : Alex Russo
- David Henrie (VF : Donald Reignoux) : Justin Russo
- Jake T. Austin (VF : Alexandre Nguyen ) Max Russo
- David DeLuise (VF : Xavier Fagnon) Jerry Russo
- Maria Canals Barrera (VF : Déborah Perret) : Theresa Russo

## Autour de la série
- Au Québec, la trilogie n'a pas été diffusée le même jour et dans le bon ordre : l'épisode de Hannah Montana a été diffusé en premier et celui des Sorciers de Waverly Place en dernier, à cause de la date d'achat des saisons. Le même évènement s'était produit pour That's So Suite Life of Hannah Montana, autre crossover entre Hannah Montana, Phénomène Raven et La Vie de palace de Zack et Cody).
- Selena Gomez avait deja fait partie du casting de Hannah Montana dans le rôle de Mikaella, mais aussi de La Vie de palace de Zack et Cody dans le rôle de Gwen bien avant cet épisode.